# Elevator (canción de Flo Rida)
«Elevator» "Ascensor" es una canción de Flo Rida con Timbaland, escrita por Tramar Dillard y Timothy Mosley, y producida por Timbaland. Esta fue lanzada en Norteamérica y Nueva Zelanda como el segundo sencillo del álbum Mail on Sunday durante el primer cuarto del año 2008.
- Datos: Q2245693